# Ditrichophora pulchella
Ditrichophora pulchella är en tvåvingeart som först beskrevs av Johann Wilhelm Meigen 1830.  Ditrichophora pulchella ingår i släktet Ditrichophora och familjen vattenflugor. Inga underarter finns listade i Catalogue of Life.